# Episodi di Death Valley
La prima stagione della serie televisiva Death Valley, prodotta da MTV Studios, è stata trasmessa negli Stati Uniti da MTV dal 29 agosto 2011 al 21 novembre 2011 e consiste in 12 episodi.
In Italia è andata in onda in prima TV su MTV dal 10 aprile 2012.
| nº | Titolo originale                  | Titolo italiano               | Prima TV USA      | Prima TV Italia |
| -- | --------------------------------- | ----------------------------- | ----------------- | --------------- |
| 1  | Pilot                             | Benvenuti a Death Valley      | 29 agosto 2011    | 10 aprile 2012  |
| 2  | Help Us Help You                  | Aiutateci ad aiutarvi         | 5 settembre 2011  | 10 aprile 2012  |
| 3  | Blood Vessels                     | Dona sangue. Salva un vampiro | 12 settembre 2011 | 17 aprile 2012  |
| 4  | Two Girls, One Cop                | Licantroporno                 | 19 settembre 2011 | 17 aprile 2012  |
| 5  | Zombie Fights                     | Zombie Fights                 | 26 settembre 2011 | 24 aprile 2012  |
| 6  | The Hottest Day of the Year       | Pus Potenziale Unità Sospetta | 3 ottobre 2011    | 24 aprile 2012  |
| 7  | Who, What, When, Werewolf... Why? | Incontri pericolosi           | 17 ottobre 2011   | 1º maggio 2012  |
| 8  | Undead Hookers                    | Vampira a ore                 | 24 ottobre 2011   | 1º maggio 2012  |
| 9  | Tick, Tick, Boom                  | Sorprese esplosive            | 31 ottobre 2011   | 8 maggio 2012   |
| 10 | Assault on Precinct UTF           | Assalto al distretto          | 7 novembre 2011   | 8 maggio 2012   |
| 11 | Partners                          | Compagni                      | 14 novembre 2011  | 15 maggio 2012  |
| 12 | Peace in the Valley               | Facciamo la pace              | 21 novembre 2011  | 15 maggio 2012  |

## Benvenuti a Death Valley
- Titolo originale: Pilot
- Diretto da: Eric Appel
- Scritto da: Curtis Gwinn e Eric Weinberg

### Trama
Nella première della serie, la troupe televisiva delle news di Channel 5 filma gli agenti della UTF (Undead Task Force) durante la cattura, il contenimento e l'uccisione di vampiri, licantropi e zombi nelle strade della San Fernando Valley in California. Un protettore vampiro viene ucciso durante una retata anti prostituzione, uno zombie "di routine" uccide un membro della crew in un negozio di ciambelle, l'Ufficiale Pierce viene rapito da una banda di vampiri motociclisti e la novellina Ufficiale Landry deve dimostrarsi all'altezza combattendo uno zombie alla stazione di polizia.

## Aiutateci ad aiutarvi
- Titolo originale: Help Us Help You
- Diretto da: Eric Appel
- Scritto da: Eric Weinberg

### Trama
Il Capitano Dashell presenta una nuova campagna di sensibilizzazione contro i mostri, Stu e Pierce tengono d'occhio la vampira Sophia e John-John insieme a Rinaldi catturano alcuni adolescenti problematici.

## Dona sangue. Salva un vampiro
- Titolo originale: Blood Vessels
- Diretto da: Drew Daywalt
- Scritto da: Kristofor Brown

### Trama
I Vampiri hanno rubato quattro autoemoteche. Quindi John John, Carla, Stu e il suo amico sono incaricati nel compito. Intanto Kristen viene data l'incarico di sorvegliare la nipote del capitano Dashell.

## Licantroporno
- Titolo originale: Two Girls, One Cop
- Diretto da: Drew Daywalt
- Scritto da: David Weinstein

### Trama
Durante la lavorazione di un film porno l'attore si trasforma e assale la troupe. Carla e John John vanno sul posto. Intanto Kristen viene affidata nel compito di andare di casa in casa per visionare se le mogli hanno messo nella propria stanza i loro mariti ormai lupi. Kristen scopre la moglie dell'attore che girava il film. Intanto anche un'attrice si trasforma e attacca Stuberck che riesce a calmarla e farla scappare.

## Zombie Fights
- Titolo originale: Zombie Fights
- Diretto da: Drew Daywalt
- Scritto da: Matt Lawton

### Trama
Carla e Kristen vengono incaricate per un incidente accaduto in un supermarket, intanto John John mentre osserva una battaglia illegale di zombie dal computer, scopre che suo padre (ormai zombie) è li. I due fanno sul posto e uccidono il padre di John John.

## PUS Potenziale Unità Sospetta
- Titolo originale: The Hottest Day of the Year
- Diretto da: Drew Daywalt
- Scritto da: Mike Alber e Gabe Snyder

### Trama
Dato gli errori precedenti il capitano Dashell viene in mente di assumere un personale chiamato "PUS" che fornirà istruzioni su come comportarsi contro gli zombie. Intanto viene morso, Carla e John John non resta che ucciderlo.

## Incontri pericolosi
- Titolo originale: Who, What, When, Werewolf... Why?
- Diretto da: Jordan Vogt-Roberts
- Scritto da: Jennifer Rice-Genzuk Henry

### Trama
Kristen frequenta un ragazzo che ogni notte si trasforma in lupo, Stubeck mette in guardia la ragazza, infatti mentre escono insieme lui si trasforma in un lupo e attacca Kristen che viene salvata in tempo da Stubeck.

## Vampira a ore
- Titolo originale: Undead Hookers
- Diretto da: Austin Reading
- Scritto da: Matt Lawton

### Trama
Carla viene incaricata come "Vampi-Prostituta" per catturare i responsabili. Intanto Deshall sospetta che ci sia una talpa nel loro distretto. Carla intanto viene attaccata da un vampiro ma John John che la stava osservando riesce a salvarla e a uccidere il vampiro.

## Sorprese esplosive
- Titolo originale: Tick, Tick, Boom
- Diretto da: Jordan Vogt-Roberts
- Scritto da: Kristofor Brown

### Trama
Quando la copertura di Kirsten salta, Dashell si mette a caccia del vampiro che ha irretito sua nipote. Intanto Stubeck e Billy vanno ad insegnare in una scuola come uccidere gli zombie, ma uno di essi e proprio là fuori e devono ucciderlo prima che esploda la bomba esploda. Intanto a uno zombie a cui viene piantata la telecamera che esploderà all'interno di un market. Intanto Kristen racconta al Capitano Dashell quello che è accaduto e catturerà Riko (il ragazzo vampiro che stava con la nipote) e licenzia Kristen

## Assalto al distretto
- Titolo originale: Assault on Precinct UTF
- Diretto da: Austin Reading
- Scritto da: Eric Weinberg

### Trama
Mentre Kristen e Dashell litigano per il licenziamento che Kristen non aveva mai ammesso il distretto viene attaccato dagli zombie, parleranno con Riko che dirà che sono i suoi simili che sono arrivati a salvarlo. Kristen ucciderà Riko perché attacca Dashell, dopo che riescono a liberare il distretto dagli zombie, John John essendo rimasto l'unico nel distretto prima di andarsene darà un calcio a uno zombie che ha con sé una bomba che esploderà con John John.

## Compagni
- Titolo originale: Partners
- Diretto da: Jordan Vogt-Roberts
- Scritto da: Eric Weinberg

## Facciamo la pace
- Titolo originale: Peace in the Valley
- Diretto da: Peter Lauer
- Scritto da: Eric Weinberg